# Tapio Sipilä
Tapio Sipilä, född den 26 november 1958 i Kiminge i Finland, är en finländsk brottare som tog OS-silver i lättviktsbrottning i den grekisk-romerska klassen 1984 i Los Angeles och därefter OS-brons i samma viktklass 1988 i Seoul. 